# Leon Niemczyk

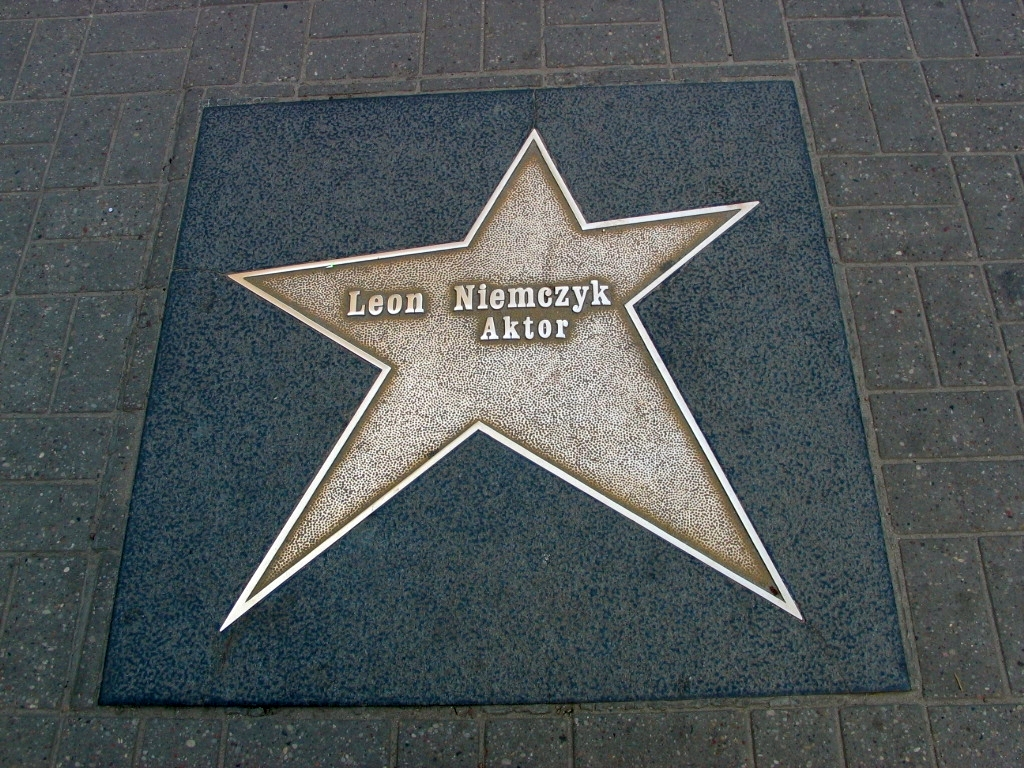
Steaua lui Leon Niemczyk în Łódź

Leon Stanisław Niemczyk (n. 15 decembrie 1923, Varșovia, Polonia – d. 29 noiembrie 2006, Varșovia, Polonia) a fost un actor polonez de film și teatru. Este unul dintre cei mai remarcabili și populari actori din istoria cinematografiei poloneze.
Niemczyk a devenit o vedetă de top de box-office de-a lungul anilor 1960, cunoscut pentru drame serioase, inclusiv drame istorice și filme de război. A apărut în peste 550 de filme (din care aproximativ 400 de filme poloneze și aproape 150 de filme străine, în mare parte germane) și emisiuni de televiziune de-a lungul carierei sale.  De asemenea, a jucat în filme cehoslovace, iugoslave și franceze. Dintre studiourile de film străine, el a fost cel mai strâns asociat cu studioul DEFA din RDG.  În 1969, a primit premiul de stat al RDG pentru cel mai bun rol al anului, pentru rolul lui Lorenz Reger din Timp pentru a trăi (Zeit zu leben) de Horst Seemann⁠(d). Între anii 1948 – 1979 a jucat și roluri de teatru.
Cele mai faimoase roluri ale sale au fost Fulko de Lorche din filmul Cavalerii teutoni al lui Aleksander Ford, Andrzej din Cuțitul în apă al lui Roman Polanski și Jerzy din Trenul de noapte al lui Jerzy Kawalerowicz.
Cu toate că a fost unul dintre cei mai cunoscuți actori polonezi, a acceptat aproape toate ofertele, inclusiv roluri episodice. De la sfârșitul anilor 1990, a jucat și în seriale TV populare precum Złotopolscy, Klan, Na dobre i na złe⁠(d) și Ranczo.
Niemczyk a devenit o vedetă internațională după primirea pozitivă pe care a avut-o ca urmare a rolului său principal (Andrzej) din Cuțitul în apă (1962), care a adus prima nominalizare a cinematografiei poloneze la Premiul Oscar pentru cel mai bun film străin.

## Biografie
S-a născut la Varșovia unde a trăit până la începutul celui de-al Doilea Război Mondial împreună cu părinții și frații săi, trei frați și o soră. Frații săi au fost violonistul Wacław Niemczyk și Ludwik Niemczyk, un soldat al Armatei Teritoriale, care a condus refugiații din Polonia în Occident după război. A fost unchiul copiilor lui Wacław: actrița Monika Niemczyk și artistul Krzysztof Niemczyk⁠(d). Tatăl său a murit în 1936 în urma unui atac de cord.
În timpul războiului a fost împușcat în picior. A lucrat într-un birou de desenator, a absolvit și o școală de cadeți a Armatei Teritoriale. Pentru a nu fi arestat de Gestapo în februarie 1943, a folosit numele fictiv  Jerzy Królikowski. A luat parte la Revolta de la Varșovia, după căderea acesteia a vrut să se întoarcă la Cracovia, dar a fost arestat și deportat în al treilea Reich, unde a lucrat ca tehnician rutier și a construit șine de cale ferată. După ce a evadat,  s-a oferit voluntar pentru Armata SUA, servind în Batalionul 444 Antiaerian al Diviziei 97 Infanterie a Armatei a III-a comandată de generalul  George S. Patton.
După război, s-a întors din Italia în Polonia  pentru a-și găsi mama, care locuia la Wrocław. În 1947 a fost reținut la granița polono-cehoslovacă și arestat la Cieszyn, apoi a  ispășit  jumătate de an de închisoare la Varșovia. După ce a fost eliberat, a fost angajat la șantierul naval din Gdańsk.
Concomitent cu lucrul în șantierul naval, a urmat un grup de teatru de amatori, de la care a ajuns la studioul de teatru al lui Iwo Gall. Apoi a jucat la Teatrul de Comedie Muzicală din Varșovia (1948), la Teatrul Wybrzeże din Gdańsk  (1949) și la Teatrul din Bydgoszcz  (1950–1953). În 1952 a promovat examenul de actorie.
După ce a primit oferta de a juca în filmul lui Jerzy Kawalerowicz Celuloza (1953), s-a mutat la Łódź, unde s-a stabilit definitiv. În 1959 a jucat rolul principal (ca Jerzy) în filmul lui Kawalerowicz, Trenul de noapte. După rolul din filmul lui Roman Polanski Cuțit în apă, a început să primească oferte pentru a juca în filme străine. Din 1967 a jucat în cinematografia germană. A debutat cu rolul lui Stefan în Fulgere înghețate (germană: Die gefrorenen Blitze) regizat de János Veiczi. A jucat în peste 100 de producții ale casei de producție DEFA din RDG  cu care a colaborat peste 20 de ani. În 1969, a primit Premiul de stat pentru cel mai bun actor pentru rolul inginerului Lorenz Reger din filmul lui Horst Seemann, Timp pentru a trăi (Zeit zu leben) de Horst Seemann⁠(d).
În anii 1953–1979 a jucat la Teatrul Powszechny din Łódź, abandonând în cele din urmă teatrul pentru cinematografie.

## Viață privată

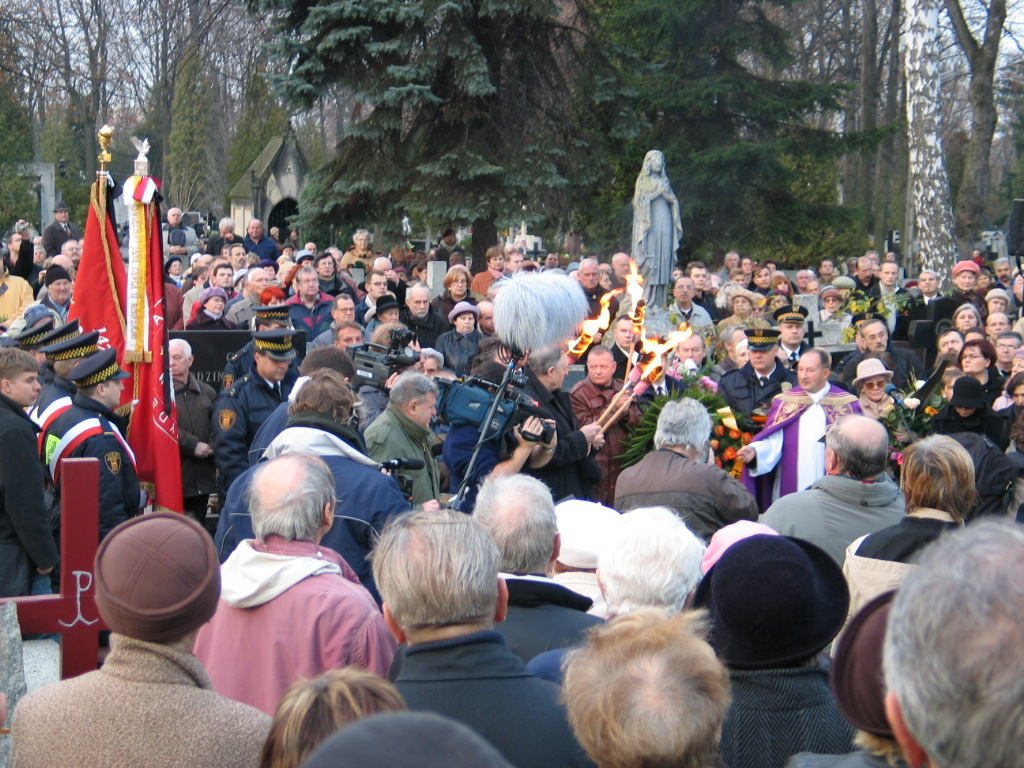
Înmormântarea lui Leon Niemczyk

Niemczyk a pretins că a fost căsătorit de șase ori. Totuși, potrivit fiicei sale din prima căsătorie (cu actrița Tatiana Zaunar), Monika, care nu a menținut legătura cu tatăl ei, actorul a avut doar două soții (a doua trebuia să fie Krystyna Niemczyk), a doua căsătorie fiind incertă.
A fost un fan al Clubului Sportiv din Łódź.
A murit de cancer pulmonar. Cenușa lui Niemczyk a fost îngropată în Cimitirul Vechi din Łódź de pe strada Ogrodowa.

## Filmografie

### Lungmetraje
| An   | Film                                          | Rol                              | Regizor                                 |
| 1953 | Celuloza                                      | major Stuposz                    | Jerzy Kawalerowicz                      |
| 1955 | Zaczarowany rower                             | lekarz                           | Silik Sternfeld                         |
| 1955 | 3 starturi                                    | fotoreporter                     | Ewa Petelska⁠(d)                         |
| 1955 | Sprawa pilota Maresza⁠(d)                      | Surowiec                         | Leonard Buczkowski                      |
| 1955 | Godziny nadziei                               | amerykański oficer               | Jan Rybkowski⁠(d)                        |
| 1956 | Nikodem Dyzma⁠(d)                              | tłumacz                          | Jan Rybkowski⁠(d)                        |
| 1956 | Człowiek na torze⁠(d)                          | ubijający interes                | Andrzej Munk                            |
| 1957 | Spotkania                                     | angielski oficer                 | Stanisław Lenartowicz                   |
| 1957 | Król Maciuś I                                 | poseł                            | Wanda Jakubowska                        |
| 1957 | Eroica⁠(d)                                     | Istvan Kolya                     | Andrzej Munk                            |
| 1958 | Co řekne žena?                                | żołnierz                         | Jaroslav Mach                           |
| 1958 | 8 dzień tygodnia                              | Ciapuś                           | Aleksander Ford⁠(d)                      |
| 1958 | Kalosze szczęścia                             | fałszywy Amerykanin              | Antoni Bohdziewicz                      |
| 1958 | Baza ludzi umarłych                           | Dziewiątka                       | Czesław Petelski⁠(d)                     |
| 1959 | Sygnały                                       | organizator napadu               | Jerzy Passendorfer⁠(d)                   |
| 1959 | Trenul de noapte                              | Jerzy                            | Jerzy Kawalerowicz                      |
| 1960 | Szklana góra                                  | chirurg                          | Paweł Komorowski⁠(d)                     |
| 1960 | Szczęściarz Antoni                            | mecenas                          | Halina Bielińska⁠(d)                     |
| 1960 | Cavalerii teutoni                             | Fulko de Lorche                  | Aleksander Ford⁠(d)                      |
| 1961 | Teroare în munți                              | „Bir”                            | Ewa Petelska⁠(d), Czesław Petelski⁠(d)    |
| 1961 | Dziś w nocy umrze miasto⁠(d)                   | jeniec                           | Jan Rybkowski⁠(d)                        |
| 1961 | Odwiedziny prezydenta                         | Prezydent                        | Jan Batory                              |
| 1961 | Cuțitul în apă                                | Andrzej                          | Roman Polański                          |
| 1962 | Na białym szlaku                              | Sikora                           | Jarosław Brzozowski Andrzej Wróbel      |
| 1962 | Mandrin⁠(d)                                    | Grandville                       | Jean-Paul Le Chanois⁠(d)                 |
| 1963 | Zacne grzechy⁠(d)                              | zakonnik (głos)                  | Mieczysław Waśkowski⁠(d)                 |
| 1963 | Pamiętnik pani Hanki                          | hrabia Toto                      | Stanisław Lenartowicz                   |
| 1963 | Yokmok                                        | organizator przerzutów           | Stanisław Możdżewski                    |
| 1963 | Ich dzień powszedni                           | lekarz                           | Aleksander Ścibor-Rylski                |
| 1964 | Rysopis                                       | lektor (głos)                    | Jerzy Skolimowski⁠(d)                    |
| 1964 | Agnieszka 46                                  | sołtys Bałcz                     | Sylwester Chęciński⁠(d)                  |
| 1964 | Panienka z okienka                            | oskarżyciel                      | Maria Kaniewska⁠(d)                      |
| 1964 | Manuscrisul găsit la Saragosa                 | Don Avadoro                      | Wojciech Jerzy Has                      |
| 1965 | Pierwszy pawilon                              | prezydent                        | Janusz Majewski                         |
| 1965 | Walkower                                      | milicjant (głos)                 | Jerzy Skolimowski⁠(d)                    |
| 1965 | Sposób bycia                                  | Władek                           | Jan Rybkowski⁠(d)                        |
| 1965 | Katastrofa                                    | prokurator                       | Sylwester Chęciński⁠(d)                  |
| 1965 | Jutro Meksyk                                  | sędzia sportowy                  | Aleksander Ścibor-Rylski                |
| 1966 | Bicz Boży                                     | mecenas                          | Maria Kaniewska⁠(d)                      |
| 1966 | Cała naprzód                                  | Ekscelencja                      | Stanisław Lenartowicz                   |
| 1966 | Chudy i inni                                  | redaktor                         | Henryk Kluba                            |
| 1966 | Don Gabriel⁠(d)                                | Leukamer                         | Ewa Petelska⁠(d), Czesław Petelski⁠(d)    |
| 1966 | Reîntoarcerea pe pământ                       | lekarz                           | Stanisław Jędryka⁠(d)                    |
| 1966 | Zejście do piekła                             | Harrison                         | Zbigniew Kuźmiński⁠(d)                   |
| 1967 | Wenus z Ille                                  | Aragończyk                       | Janusz Majewski                         |
| 1967 | Przeraźliwe łoże                              | Millvi                           | Witold Lesiewicz⁠(d)                     |
| 1967 | Komedia z pomyłek                             | Stevenson                        | Jerzy Zarzycki⁠(d)                       |
| 1967 | Poradnik matrymonialny                        | barman                           | Włodzimierz Haupe                       |
| 1967 | Dziadek do orzechów                           | Jan                              | Halina Bielińska⁠(d)                     |
| 1967 | Otello z M-2                                  | adwokat                          | Julian Dziedzina⁠(d)                     |
| 1967 | Die gefrorenen Blitze                         | Stefan                           | János Veiczi                            |
| 1967 | Ruchome piaski                                | kłócący się mężczyzna            | Władysław Ślesicki                      |
| 1968 | Hrabina Cosel⁠(d)                              | hrabia Lecherenne                | Jerzy Antczak⁠(d)                        |
| 1969 | Znaki na drodze⁠(d)                            | Pasławski                        | Andrzej Jerzy Piotrowski                |
| 1969 | Zeit zu leben                                 | inżynier Reger                   | Horst Seemann⁠(d)                        |
| 1969 | Verdacht auf einen Toten                      | dr Roth                          | Reiner Bar                              |
| 1969 | Sąsiedzi                                      | komendant                        | Aleksander Ścibor-Rylski                |
| 1970 | Różaniec z granatów                           | hiszpański oficer                | Jan Rutkiewicz                          |
| 1970 | Folge einem Stern                             | Wendorff                         | Peter Hagen                             |
| 1970 | Aus unserer Zeit                              | Sasza Pronin                     | Hans-Joachim Kunert                     |
| 1970 | Pogoń za Adamem                               | inżynier w Johannesburgu         | Jerzy Zarzycki⁠(d)                       |
| 1970 | Raj na ziemi                                  | Ziółkowski                       | Zbigniew Kuźmiński⁠(d)                   |
| 1970 | Twarz anioła                                  | oficer niemiecki                 | Zbigniew Chmielewski                    |
| 1971 | Zabijcie czarną owcę                          | inżynier                         | Ryszard Kłyś                            |
| 1971 | Wiktoryna, czyli czy pan pochodzi z Beauvais? | dyplomata                        | Jan Rutkiewicz                          |
| 1971 | Szerokiej drogi, kochanie                     | właściciel warsztatu             | Andrzej Piotrowski                      |
| 1971 | Stranen dvuboy                                | Robert Huston                    | Todor Stoyanov                          |
| 1971 | Pigmalion XII                                 | Brooke                           | Ingrid Sander                           |
| 1971 | Liebeserklärung an G.T.                       | mężczyzna                        | Horst Seemann⁠(d)                        |
| 1971 | Lekce                                         | Robert                           | Dušan Klein                             |
| 1971 | KLK an PTX – Die Rote Kapelle                 | Vincente Douglas                 | Horst E. Brandt                         |
| 1971 | Pięć i pół bladego Józka                      | towarzysz Czekała                | Henryk Kluba                            |
| 1972 | Er-Sie-Es                                     | Harald                           | Rainer Bär                              |
| 1972 | Vyatarat na pateshestviyata                   |                                  | Lada Bojadijewa                         |
| 1972 | Tecumseh                                      | McKew                            | Hans Kratzert                           |
| 1972 | Skarb trzech łotrów                           | recepcjonista (głos)             | Jan Rutkiewicz                          |
| 1972 | Kwiat paproci                                 | Niuniek                          | Jacek Butrymowicz                       |
| 1972 | Copernic                                      | Don Alonso                       | Ewa Petelska⁠(d), Czesław Petelski⁠(d)    |
| 1973 | Apachen                                       | Ramon                            | Gottfried Kolditz                       |
| 1973 | Poprzez piąty wymiar                          | człowiek z przyszłości           | Marek Nowacki                           |
| 1973 | Przyjęcie na dziesięć osób plus trzy          | Piątek                           | Jerzy Gruza                             |
| 1974 | Potop                                         | Karol X Gustaw                   | Jerzy Hoffman                           |
| 1974 | Visa für Ocantros                             |                                  | Kurt Jung-Alsen                         |
| 1974 | Zapamiętaj imię swoje                         | Piotrowski                       | Siergiej Kołotow                        |
| 1974 | Unterm Birnbaum                               | Szulski                          | Ralf Kirsten⁠(d)                         |
| 1974 | Prípad mrtvého muze                           | kryminalista                     | Dušan Klein                             |
| 1974 | Die Schlüssel                                 | Pawlik                           | Egon Günther⁠(d)                         |
| 1974 | Mein blauer Vogel fliegt                      | wuj Marian                       | Celino Bleiweiß                         |
| 1975 | Golden zeit                                   |                                  | –                                       |
| 1975 | Die Unheilige Sophia                          |                                  | Manfred Wekwerth                        |
| 1975 | Die schwarze Mühle                            | oficer niemiecki                 | Celino Bleiweiß                         |
| 1975 | Suse, liebe Suse                              | sekretarz                        | Horst Seemann⁠(d)                        |
| 1975 | Ratsel des fjord                              | doktor                           | Peter Hagen                             |
| 1975 | Jej powrót                                    | przemysłowiec                    | Witold Orzechowski                      |
| 1975 | Kazimierz Wielki⁠(d)                           | Karol Robert                     | Ewa Petelska⁠(d), Czesław Petelski⁠(d)    |
| 1976 | Beethoven – Tage aus einem Leben              | znajomy Beethovena               | Horst Seemann⁠(d)                        |
| 1976 | Im Staub der Sterne                           | Thob                             | Gottfried Kolditz                       |
| 1976 | Trini                                         |                                  | Walter Beck                             |
| 1976 | Karino                                        | Jabłecki                         | Jan Batory                              |
| 1976 | Bezkresne łąki                                | Daniel                           | Wojciech Solarz                         |
| 1976 | Hasło                                         | właściciel sklepu                | Henryk Bielski⁠(d)                       |
| 1977 | Anton der Zauberer                            |                                  | Günter Reisch                           |
| 1977 | Poza układem                                  | Paćko                            | Jan Rutkiewicz                          |
| 1977 | Rekolekcje                                    | profesor prowadzący sekcję zwłok | Witold Leszczyński⁠(d)                   |
| 1977 | Palace Hotel⁠(d)                               | pan Lacoste                      | Ewa Kruk                                |
| 1977 | Milioner                                      | taksówkarz                       | Sylwester Szyszko                       |
| 1978 | Koty to dranie                                | alfons na bazarze                | Henryk Bielski⁠(d)                       |
| 1978 | Wesela nie będzie                             | ordynator                        | Waldemar Podgórski                      |
| 1978 | Severino                                      | dowódca                          | Claus Dobberke                          |
| 1978 | Ich will auch sehen                           |                                  | –                                       |
| 1978 | Des Henkers Bruder                            | kupiec                           | Walter Beck                             |
| 1978 | Achillesferse                                 |                                  | Rolf Losansky                           |
| 1979 | Die Schmuggler von Rajgorod                   | Waldemar Dressler                | Konrad Petzold                          |
| 1979 | Plankton oder das Wunder der Anpassung        |                                  | –                                       |
| 1979 | Pokhishchenie „Savoi”                         | oficer niemiecki                 | Wieniamin Dorman                        |
| 1979 | Placówka⁠(d)                                   | alkoholik                        | Zygmunt Skonieczny                      |
| 1979 | Tatăl reginei                                 | baron von und zu Waldzug         | Wojciech Solarz                         |
| 1979 | Gwiazdy poranne                               | starosta                         | Henryk Bielski⁠(d)                       |
| 1979 | Wiśnie                                        | mówca                            | Gerard Zalewski                         |
| 1979 | Na własną prośbę                              | Jan Bratek                       | Ewa Petelska⁠(d), Czesław Petelski⁠(d)    |
| 1979 | Des Drachens grauer Atem                      | Prof. Leo Wilkers                | Horst E. Brandt                         |
| 1980 | Laureat                                       | wuj Albin                        | Jerzy Domaradzki⁠(d)                     |
| 1980 | Anamnese                                      |                                  | Rainer Bär                              |
| 1980 | Wolny strzelec                                | naczelny                         | Wiesław Saniewski                       |
| 1980 | Die zielen                                    |                                  | –                                       |
| 1980 | Czułe miejsca                                 | minister                         | Piotr Andrejew⁠(d)                       |
| 1980 | Demokrati                                     | Petrovic                         | Jozef Zachar                            |
| 1980 | Krab i Joanna                                 | Cezary                           | Zbigniew Kuźmiński⁠(d)                   |
| 1980 | Dacă ai o inimă care bate                     | oficer                           | Wojciech Fiwek                          |
| 1980 | Levins Mühle                                  | Korrinth                         | Horst Seemann⁠(d)                        |
| 1980 | Wyrok śmierci                                 | major                            | Witold Orzechowski                      |
| 1981 | Aus der Franzosenzeit                         | Muller Vos                       | Dagmar Damek                            |
| 1981 | Pogotowie przyjedzie                          | ojciec                           | Zbigniew Rebzda                         |
| 1981 | Wielki bieg                                   | przewodniczący                   | Jerzy Domaradzki⁠(d)                     |
| 1981 | On, ona, oni                                  | wicedyrektor                     | Włodzimierz Szpak                       |
| 1981 | „Anna” i wampir                               | major Dobija                     | Janusz Kidawa                           |
| 1981 | Die Kolonie                                   | Hansen                           | Horst E. Brandt                         |
| 1981 | Vabank⁠(d)                                     | jubiler                          | Juliusz Machulski⁠(d)                    |
| 1981 | Okolice spokojnego morza                      | Barański                         | Zbigniew Kuźmiński⁠(d)                   |
| 1982 | Jest mi lekko                                 | docent                           | Janusz Kidawa                           |
| 1982 | Promień                                       |                                  | Krzysztof Sowiński                      |
| 1982 | Wyłap                                         | hycel                            | Henryk Dederko                          |
| 1982 | Der lange Ritt zur Schule                     | Zła Blada Twarz                  | Rolf Losansky                           |
| 1982 | Der Prinz hinter den sieben Meeren            | ojciec Konstancji                | Walter Beck                             |
| 1982 | Gry i zabawy                                  | ojciec Darka                     | Tadeusz Junak                           |
| 1982 | Odwet                                         | inżynier                         | Tomasz Zygadło⁠(d)                       |
| 1982 | Przeklęta ziemia                              | dziekan                          | Ryszard Czekała                         |
| 1982 | Wielki Szu                                    | Stefan Mikun                     | Sylwester Chęciński⁠(d)                  |
| 1982 | Wilczyca                                      | hrabia Wiktor Smorawiński        | Marek Piestrak                          |
| 1983 | Na odsiecz Wiedniowi⁠(d)                       | H.G Wettyn                       | Lucyna Smolińska                        |
| 1983 | Akademia pana Kleksa                          | Golarz Filip                     | Krzysztof Gradowski                     |
| 1983 | Fort 13                                       | kapitan                          | Grzegorz Królikiewicz⁠(d)                |
| 1983 | Fucha                                         | kamieniarz                       | Michał Dudziewicz                       |
| 1983 | Kamienne tablice                              | profesor                         | Ewa Petelska⁠(d), Czesław Petelski⁠(d)    |
| 1983 | Ostrze na ostrze                              | Walenty Dąbski                   | Tadeusz Junak                           |
| 1983 | Pastorale heroica                             | pełnomocnik                      | Henryk Bielski⁠(d)                       |
| 1983 | Piętno                                        | prokurator                       | Ryszard Czekała                         |
| 1983 | Planeta krawiec                               | przewodniczący                   | Jerzy Domaradzki⁠(d)                     |
| 1983 | Zánik samoty Berhof                           | oficer                           | Jiří Svoboda                            |
| 1984 | Ärztinnen                                     |                                  | Horst Seemann⁠(d)                        |
| 1984 | Fetysz                                        | milicjant                        | Krzysztof Wojciechowski                 |
| 1984 | O-bi, o-ba                                    | zadbany                          | Piotr Szulkin                           |
| 1984 | Przemytnicy                                   | policjant                        | Włodzimierz Olszewski                   |
| 1984 | Przyspieszenie                                | ojciec Maćka (głos)              | Zbigniew Rebzda                         |
| 1984 | Smażalnia story                               | gminny architekt                 | Józef Gębski                            |
| 1984 | Szaleństwa panny Ewy                          | Zawiłowski                       | Kazimierz Tarnas                        |
| 1984 | Ultimatum                                     | Strohmayer                       | Janusz Kidawa                           |
| 1984 | Zabicie ciotki                                | dozorca                          | Grzegorz Królikiewicz⁠(d)                |
| 1984 | Porcelana w składzie słonia                   | mężczyzna czekający na taksówkę  | Andrzej Czekalski                       |
| 1984 | Remis                                         | trener Wiśnioch                  | Krzysztof Lang                          |
| 1985 | Powrót po śmierć                              | Jan Bigalski                     | Jerzy Fedak                             |
| 1985 | Sachsens Glanz und Preußens Gloria            | Rat Wetzel                       | Hans-Joachim Kasprzik                   |
| 1985 | Klatka                                        |                                  | Michał Maryniarczyk                     |
| 1985 | Jesienią o szczęściu                          | kierownik produkcji              | Stanisław Jędryka⁠(d)                    |
| 1985 | Bariery                                       | dziennikarz                      | Mieczysław Popławski                    |
| 1985 | Zastihla me noc                               |                                  | Juraj Herz⁠(d)                           |
| 1985 | Wakacje w Amsterdamie                         | Zajkiewicz                       | Krzysztof Sowiński                      |
| 1985 | Sezon na bażanty                              | właściciel warsztatu w Austrii   | Wiesław Saniewski                       |
| 1985 | Sceny dziecięce z życia prowincji             | dr W.                            | Tomasz Zygadło⁠(d)                       |
| 1985 | Podróże pana Kleksa                           | robot Filip                      | Krzysztof Gradowski                     |
| 1985 | Mokry szmal                                   | dyrektor Tokarski                | Gerard Zalewski                         |
| 1985 | Menedżer                                      | Nowak                            | Ryszard Rydzewski                       |
| 1985 | Ga, ga                                        | showman                          | Piotr Szulkin                           |
| 1985 | Franziska                                     | graf Petofy                      | Christa Mühl                            |
| 1985 | Dłużnicy śmierci                              | aresztant                        | Włodzimierz Gołaszewski                 |
| 1985 | Diabelskie szczęście                          | ordynator                        | Franciszek Trzeciak                     |
| 1985 | Chrześniak                                    | Wacek                            | Henryk Bielski⁠(d)                       |
| 1985 | C.K. Dezerterzy                               | żandarm                          | Janusz Majewski                         |
| 1986 | Dwie wigilie                                  | prezes                           | Kazimierz Tarnas                        |
| 1986 | Der Bärenhäuter                               |                                  | Walet Beck                              |
| 1986 | Epizod Berlin-West                            | działacz emigracyjny             | Mieczysław Waśkowski⁠(d)                 |
| 1986 | Pierścień i róża                              | Mrukiozo                         | Jerzy Gruza                             |
| 1986 | Republika nadziei⁠(d)                          | Jost                             | Zbigniew Kuźmiński⁠(d), Karol Chodura⁠(d) |
| 1986 | Złota mahmudia                                | Angeł                            | Kazimierz Tarnas                        |
| 1987 | Polowanie na króla Lira                       | aktor Birecki                    | Jerzy Matula                            |
| 1987 | Trójkąt bermudzki                             | naczelnik                        | Wojciech Wójcik                         |
| 1987 | Sonata marymoncka                             | kierowca                         | Jerzy Ridan                             |
| 1987 | Sławna jak Sarajewo                           | major                            | Janusz Kidawa                           |
| 1987 | Misja specjalna                               | Smith                            | Janusz Rzeszewski                       |
| 1987 | Łuk Erosa                                     | Otto von Palińsky                | Jerzy Domaradzki⁠(d)                     |
| 1987 | Między ustami a brzegiem pucharu              | admirał                          | Zbigniew Kuźmiński⁠(d)                   |
| 1987 | Koniec sezonu na lody                         | doktor                           | Sylwester Szyszko                       |
| 1987 | Klątwa Doliny Węży                            | współpracownik w Wietnamie       | Marek Piestrak                          |
| 1988 | Powrót do Polski                              | generał Schimmelpfenig           | Paweł Pitera                            |
| 1988 | Sceny nocne                                   | baron Nieman                     | Marek Nowicki                           |
| 1988 | Alchemik                                      | Zwinger                          | Jacek Koprowicz                         |
| 1988 | Bliskie spotkania z wesołym diabłem           | turysta                          | Jerzy Łukaszewicz                       |
| 1988 | Gwiazda Piołun                                | aptekarz                         | Henryk Kluba                            |
| 1988 | Kornblumenblau⁠(d)                             | wodzirej                         | Leszek Wosiewicz                        |
| 1988 | Łabędzi śpiew                                 | reżyser Rogoziński               | Robert Gliński⁠(d)                       |
| 1988 | Niezwykła podróż Baltazara Kobera             | (głos)                           | Wojciech Jerzy Has                      |
| 1988 | Obywatel Piszczyk                             | ojciec Renaty                    | Andrzej Kotkowski⁠(d)                    |
| 1988 | Pan Kleks w kosmosie                          | portugalski mnich                | Krzysztof Gradowski                     |
| 1988 | Pan Samochodzik i praskie tajemnice           | Bob Smith                        | Kazimierz Tarnas                        |
| 1988 | Präriejäger in Mexiko                         | Pablo Cortjero                   | Hans Knötzsch                           |
| 1989 | Powrót wabiszczura                            | burmistrz                        | Zbigniew Rebzda                         |
| 1989 | Ostatni prom⁠(d)                               | kapitan                          | Waldemar Krzystek⁠(d)                    |
| 1989 | Oko cyklonu                                   | oficer brytyjski                 | Henry Kostrubiec                        |
| 1989 | Konsul                                        | Berger                           | Mirosław Bork                           |
| 1989 | Gorzka miłość                                 | generał                          | Czesław Petelski⁠(d)                     |
| 1989 | Bal na dworcu w Koluszkach                    | ambasador                        | Filip Bajon                             |
| 1990 | Janka                                         | przedsiębiorca                   | Adam Iwiński⁠(d)                         |
| 1990 | Kanalia⁠(d)                                    | szef                             | Tomasz Wiszniewski                      |
| 1990 | Piggate                                       | Arnoldson                        | Krzysztof Magowski                      |
| 1990 | Powrót wilczycy                               | Ziembalski                       | Marek Piestrak                          |
| 1990 | Seszele                                       | Poziemski – klient burdelu       | Bogusław Linda                          |
| 1990 | Zabić na końcu                                | dyrektor banku                   | Wojciech Wójcik                         |
| 1991 | Kuchnia polska                                | Ignacy Feureisen                 | Jacek Bromski⁠(d)                        |
| 1991 | Rozmowy kontrolowane⁠(d)                       | towarzysz sekretarz              | Sylwester Chęciński⁠(d)                  |
| 1991 | Siwa legenda                                  | Alojzy                           | Bohdan Poręba                           |
| 1992 | A very polish practice                        | ksiądz                           | David Tucker                            |
| 1992 | Zwolnieni z życia                             | dyrektor szpitala                | Waldemar Krzystek⁠(d)                    |
| 1992 | Warszawa. Rok 5703⁠(d)                         | oficer                           | Janusz Kijowski                         |
| 1992 | Europejska noc                                |                                  | Zbigniew Kamiński                       |
| 1992 | Daens                                         |                                  | Stijn Coninx                            |
| 1993 | Straszny sen Dzidziusia Górkiewicza           | Istvan Holya                     | Kazimierz Kutz⁠(d)                       |
| 1993 | Łowca. Ostatnie starcie                       | Edward                           | Jerzy Łukaszewicz                       |
| 1993 | C’est mon histoire. Tu stoję...               | Makowiec                         | Michał Dudziewicz                       |
| 1993 | Rozmowa z człowiekiem z szafy⁠(d)              | inspektor                        | Mariusz Grzegorzek                      |
| 1993 | Koloss                                        | Stefan Borovitz                  | Witold Leszczyński⁠(d)                   |
| 1994 | Polska śmierć                                 | profesor Zabłocki                | Waldemar Krzystek⁠(d)                    |
| 1994 | Beyond Forgiveness                            | polski ksiądz                    | Bob Misiorowski                         |
| 1994 | Żabi skok                                     | Alfred Zineman                   | Zbigniew Trzciński                      |
| 1995 | Doktor Semmelweis                             | przewodniczący komisji           | Roger Andrieux                          |
| 1995 | Dzieje mistrza Twardowskiego                  | lalkarz Reiner                   | Krzysztof Gradowski                     |
| 1995 | Drzewa                                        | profesor                         | Grzegorz Królikiewicz⁠(d)                |
| 1996 | Carewicz Aleksej                              |                                  | –                                       |
| 1996 | Oen i Fuglegaden                              | Podolski                         | Søren Kragh-Jacobsen⁠(d)                 |
| 1997 | Mamo, czy kury potrafią mówić?                | Awidor (głos)                    | Tadeusz Wilkosz                         |
| 1997 | Księga wielkich życzeń                        | Zawadzki                         | Sławomir Kryński                        |
| 1997 | Pułapka                                       | komendant                        | Adek Drabiński⁠(d)                       |
| 1997 | Sztos                                         | Josef                            | Olaf Lubaszenko                         |
| 1998 | Odlotowe wakacje                              | doktor                           | Marek Piestrak                          |
| 1999 | Gwiazdka w Złotopolicach                      | Emil Gilewski                    | Radosław Piwowarski⁠(d)                  |
| 2000 | Patrzę na ciebie, Marysiu                     | ordynator                        | Łukasz Barczyk                          |
| 2000 | Chłopaki nie płaczą                           | „Król sedesów”                   | Olaf Lubaszenko                         |
| 2000 | Zakochani                                     | ksiądz                           | Piotr Wereśniak                         |
| 2000 | To my                                         | dyrektor szkoły                  | Waldemar Szarek                         |
| 2001 | Raport                                        | profesor                         | Tadeusz Kijański                        |
| 2001 | Przedwiośnie                                  | dziekan Fiszer                   | Filip Bajon                             |
| 2001 | Poranek kojota                                | senator Stanisław Polak          | Olaf Lubaszenko                         |
| 2001 | Listy miłosne                                 | właściciel pensjonatu            | Sławomir Kryński                        |
| 2002 | Wszyscy święci                                | Michał                           | Andrzej Barański⁠(d)                     |
| 2002 | E=mc2                                         | profesor                         | Olaf Lubaszenko                         |
| 2003 | Nienasycenie                                  | mąż księżnej Iriny               | Wiktor Grodecki⁠(d)                      |
| 2003 | Ubu Król                                      | abasador                         | Piotr Szulkin                           |
| 2005 | Po sezonie                                    | Leon Kos                         | Janusz Majewski                         |
| 2006 | Szatan z siódmej klasy                        | służący Leon                     | Kazimierz Tarnas                        |
| 2006 | Inland Empire                                 | Marek                            | David Lynch                             |

### Seriale TV
| An         | Titlu                                 | Rol                                                                                | Regizor                                |
| 1965       | Kapitan Sowa na tropie⁠(d)             | Krzysztof Małecki (episodul 6)                                                     | Stanisław Bareja⁠(d)                    |
| 1968       | Stawka większa niż życie⁠(d)           | 2 roluri: Rioletto/głos Boldta (episodul 3, 7)                                     | Andrzej Konic                          |
| 1968       | Hrabina Cosel                         | Lecherenne (episodul 1-2)                                                          | Jerzy Antczak⁠(d)                       |
| 1969       | Rendezvous mit unbekannt              | oficer SB                                                                          | János Veiczi                           |
| 1969       | Czterej pancerni i pies               | głos gestapowca (episodul 13)                                                      | Konrad Nałęcki                         |
| 1970       | Resistance                            | Lebrun                                                                             | –                                      |
| 1972       | Mrtwyc se zawrszta                    |                                                                                    | –                                      |
| 1972       | Kopernik                              | Don Alonso (episodul 1)                                                            | Ewa Petelska⁠(d), Czesław Petelski⁠(d)   |
| 1973       | Spatsaison                            |                                                                                    | Edgar Kaufman                          |
| 1974       | Karino                                | trener Jabłecki                                                                    | Jan Batory                             |
| 1974       | Ile jest życia                        | Zakrzewski (episodul 8)                                                            | Zbigniew Kuźmiński⁠(d)                  |
| 1975       | Polizeiruf 110                        | Paul Petzold (episodul 35)                                                         | Werner Röwekamp                        |
| 1976–1977  | Czterdziestolatek⁠(d)                  | Małkiewicz (episodul 14-20)                                                        | Jerzy Gruza                            |
| 1977       | Lalka                                 | adwokat Łęckiego (episodul 4)                                                      | Ryszard Ber                            |
| 1977       | Znak orła                             | komtur krzyżacki (episodul 8, 9, 13)                                               | Hubert Drapella                        |
| 1978       | Życie na gorąco                       | Dario Lucas (episodul 4)                                                           | Andrzej Konic                          |
| 1978       | Gefährliche Fahndung                  |                                                                                    | –                                      |
| 1978       | Fleur Lafontaine                      |                                                                                    | –                                      |
| 1979       | Gazda z Diabelnej                     | szabrownik (episodul 2, 6)                                                         | Grzegorz Warchoł                       |
| 1979       | Das unsichtbare Visier                | Dr. König                                                                          | Herbert Schauer                        |
| 1979       | Buddenbrooks                          | członek                                                                            | –                                      |
| 1980       | Archiv des Todes                      | Janek                                                                              | Rudi Kurz                              |
| 1981       | Białe tango                           | Jerzy (episodul 4)                                                                 | Janusz Kidawa                          |
| 1982       | Życie Kamila Kuranta                  | Julian (episodul 1)                                                                | Grzegorz Warchoł                       |
| 1982       | Rächer, Retter & Rapiere              |                                                                                    | –                                      |
| 1982       | Popielec                              | pełnomocnik (episodul 7)                                                           | Ryszard Ber                            |
| 1982       | Hotel Polan und seine Gäste           | Ziemliński                                                                         | Horst Seemann⁠(d)                       |
| 1982       | Blisko, coraz bliżej                  | Manfred Wehlinger (episodul 6)                                                     | Zbigniew Chmielewski                   |
| 1983       | Szaleństwa panny Ewy                  | Zawiłowski (episodul 2-3)                                                          | Kazimierz Tarnas                       |
| 1984       | Rycerze i rabusie                     | Walenty (episodul 1, 7)                                                            | Tadeusz Junak                          |
| 1984       | 07 zgłoś się⁠(d)                       | dyrektor Skotnicki (episodul 17-18)                                                | Krzysztof Szmagier                     |
| 1985       | Przyłbice i kaptury                   | marszałek Fryderyk von Wallenrode (episodul 1, 5-6, 9)                             | Marek Piestrak                         |
| 1987       | Na kłopoty... Bednarski               | Erlich (episodul 5)                                                                | Paweł Pitera                           |
| 1987       | Vera – Der schwere Weg der Erkenntnis | generał Boyman                                                                     | Horst Seemann⁠(d)                       |
| 1987       | Ballada o Januszku⁠(d)                 | doktor Żurek (episodul 1, 3-4, 7)                                                  | Henryk Bielski⁠(d)                      |
| 1988       | Pogranicze w ogniu                    | major Brooks (episodul 2-3, 7)                                                     | Andrzej Konic                          |
| 1988       | Alchemik Sendivius                    | Zwinger                                                                            | Jacek Koprowicz                        |
| 1988–1991  | W labiryncie                          | docent Stopczyk                                                                    | Paweł Karpiński                        |
| 1989       | War and Remembrance                   | polski chłop                                                                       | Dan Curtis                             |
| 1989       | Janka                                 | przedsiębiorca                                                                     | Adam Iwiński⁠(d)                        |
| 1989       | Odbicia                               | Szcześniak (episodul 5-6)                                                          | Jakub Ruciński                         |
| 1989       | Modrzejewska⁠(d)                       | reżyser w Wiedniu (episodul 3)                                                     | Jan Łomnicki⁠(d)                        |
| 1989       | Gorzka miłość                         | generał (episodul 1)                                                               | Czesław Petelski⁠(d)                    |
| 1989       | Gdańsk 39                             | porucznik                                                                          | Zbigniew Kuźmiński⁠(d)                  |
| 1990       | Napoleon                              | lord Keith (episodul 6)                                                            | Francis Megahy                         |
| 1991       | Kuchnia polska                        | Ignacy Feureisen (episodul 2)                                                      | Jacek Bromski⁠(d)                       |
| 1991       | Bonne chance Frenchie                 | dyrektor opery                                                                     | Alain Bonnot                           |
| 1993       | WOW                                   | dyrektor fabryki papieru Beniamin Vickers (episodul 7)                             | Jerzy Łukaszewicz                      |
| 1994       | Stella Stellaris                      |                                                                                    | –                                      |
| 1994       | Panna z mokrą głową                   | dyrektor szkoły (episodul 4-5)                                                     | Kazimierz Tarnas                       |
| 1995       | Fitness Club                          | Troch                                                                              | Paweł Karpiński                        |
| 1995       | Spellbinder                           | Trop (episodul 4)                                                                  | Noel Price                             |
| 1995, 1998 | Matki, żony i kochanki                | Trzebuchowski                                                                      | Juliusz Machulski⁠(d), Ryszard Zatorski |
| 1996       | Ekstradycja 2                         | prowadzący licytację (episodul 1)                                                  | Wojciech Wójcik                        |
| 1996       | Awantura o Basię                      | znajomy (głos) (episodul 1)                                                        | Kazimierz Tarnas                       |
| 1998       | Klan                                  | Horst Bednorz                                                                      | Paweł Karpiński                        |
| 1999–2000  | Trędowata                             | hrabia Barski (episodul 3-4, 12-15)                                                | Wojciech Rawecki                       |
| 1999–2003  | Miodowe lata⁠(d)                       | supersierżant Zdobysław Kawałek (episodul 16, 26, 35, 37, 40, 45, 72, 116)         | Maciej Wojtyszko⁠(d)                    |
| 1999–2003  | Na dobre i na złe⁠(d)                  | Michał Kalita (episodul 1-156)                                                     | różni                                  |
| 1999–2005  | Świat według Kiepskich                | lekarz (episodul 6, 149, 159, 219) Nostradamus (episodul S2) Hektor (episodul 109) | Okił Khamidow                          |
| 1999–2006  | Złotopolscy                           | Emil Gilewski (episodul 199-823)                                                   | Radosław Piwowarski⁠(d)                 |
| 1999       | Ja, Malinowski                        | wuj Teofil (episodul 5-6)                                                          | Filip Zylber                           |
| 1999       | Policjanci                            | brat Jobkiewiczowej (episodul 2)                                                   | Łukasz Wylężałek                       |
| 2000       | 13 posterunek 2⁠(d)                    | biznesmen (episodul 29)                                                            | Maciej Ślesicki⁠(d)                     |
| 2000       | Słoneczna włócznia                    | dr Hausman (episodul 12)                                                           | Jerzy Łukaszewicz                      |
| 2000       | Miasteczko                            | kolega Kostka                                                                      | Maciej Wojtyszko⁠(d)                    |
| 2002       | Przedwiośnie                          | profesor Fiszer (episodul 3)                                                       | Filip Bajon                            |
| 2002       | Król przedmieścia                     | senator Stanisław Polak z Poranek kojota (episodul 12)                             | Olaf Lubaszenko                        |
| 2002       | As                                    | księgarz (episodul 1)                                                              | Grzegorz Okrasa                        |
| 2003       | Lokatorzy                             | Antoni Bogacki, stryj Stanisława (episodul 134)                                    | Andrzej Kostenko⁠(d)                    |
| 2003       | Fala zbrodni                          | taksówkarz (episodul 5)                                                            | Okił Khamidow                          |
| 2003       | Defekt                                | pensjonariusz domu starców                                                         | Maciej Dutkiewicz                      |
| 2004–2006  | Pierwsza miłość                       | Adam Żukowski                                                                      | różni                                  |
| 2004       | Lokatorzy                             | Jan Pawlicki (episodul 189)                                                        | Andrzej Kostenko⁠(d)                    |
| 2004       | Stacyjka                              | noblista Wolfgang A. Maretzki (episodul 13)                                        | Radosław Piwowarski⁠(d)                 |
| 2005       | Pensjonat pod Różą                    | Zygmunt Szarmach (episodul 48-49, 59-60)                                           | Maciej Wojtyszko⁠(d)                    |
| 2006–2007  | Ranczo                                | Jan Japycz (episodul 1-21)                                                         | Wojciech Adamczyk                      |
| 2006       | Niania                                | pisarz Zygmunta Charasiński (episodul 39)                                          | Jerzy Bogajewicz⁠(d)                    |
| 2006       | Szatan z siódmej klasy                | służący Leon (episodul 2-3, 5)                                                     | Kazimierz Tarnas                       |